# Stříbrný potok (přítok Svatavy)
Stříbrný potok (německy Silberbach nebo Silber Bach) je levostranným přítokem Svatavy v okrese Sokolov v Karlovarském kraji. Délka toku měří 12,3 km.
Plocha povodí činí 29,2 km².
Místní obyvatelé tento potok znají i pod názvem Rájecký potok.
Správu vodního toku vykonává státní podnik Povodí Ohře.

## Průběh toku
Potok pramení v Krušných horách přibližně 4 km severozápadně od Přebuzi v Přírodním parku Přebuz. Jeho pramen se nachází v nadmořské výšce okolo 940 m, asi 300 metrů západně od vrcholu Vysokého vrchu (947 m).
Od pramene teče potok krátce jihozápadním resp. jižním směrem, pak se jeho tok otáčí k západu. Protéká hluboce sevřeným Rájeckým údolím (údolí Nancy). U odbočky z červeně značené na zeleně značenou turistickou stezku, v místě s označením Rájecké údolí, přibírá zleva horskou bystřinu pramenící na západním svahu Špičáku. Zde se u soutoku nachází tzv. Masarykův kámen s deskou s nápisem K výročí založení republiky 1918–1968. Tento pomník, v oblasti tehdy obývané německým obyvatelstvem, přežil okupaci i druhou světovou válku. Datum 1968 bylo doplněno při obnově památníku. Ve svahu před odbočkou k bývalé myslivně se po pravém břehu nacházejí dva balvany s vytesanými podobiznami Beethovena a Schillera. Autory jsou bratři Hans a Rudolf Lansmannové, lidoví umělci ze Stříbrné.
Nad levým břehem potoka se zvedají prudké svahy kopců s mnoha žulovými skalními věžemi, z nichž nejvyšší jsou na svahu Šišáku (855 m). V Rájeckém údolí míjí potok mohutné památné stromy Nový Nancin smrk, Vysoký smrk v Nancy a Klen v Nancy, rostoucí při jeho březích. Tok se otáčí k jihozápadu až k jihu, kde přibírá zprava bezejmenný potok, který teče souběžně s Bublavským potokem.
Za soutokem roste při jeho levém břehu další památný strom Modřín u Stříbrného potoka. Potok protéká obcí Stříbrná a přes Horní Předměstí (místní část města Kraslic) přitéká do Kraslic. V centru města se vlévá do Svatavy na jejím 25,7 říčním kilometru.